# 日本セパタクロー協会
一般社団法人日本セパタクロー協会（にほんセパタクローきょうかい、英: Japan Sepaktakraw Federation、略称：JSTAF）は、日本におけるセパタクローの国内競技連盟である。世界セパタクロー連盟、アジアセパタクロー連盟に加盟している。日本オリンピック委員会の承認団体。

## 沿革
- 1989年 - 日本体育協会主催の国際スポーツフェアにタイ、マレーシア、インドネシア、シンガポールの4ヶ国を招待しセパタクロー国際大会を開催した際、招聘に関わった衞藤瀋吉（当時亜細亜大学学長）、笹原正三（当時国際レスリング連盟副会長）、平野信昭（当時日本社会人レスリング連盟副会長）の3人が発起人となり、日本セパタクロー協会が設立された[1]。同年、アジアセパタクロー連盟、国際セパタクロー連盟に加盟。
- 1997年 - 日本オリンピック委員会の承認団体になる。
- 2018年 - 男女日本代表チームの愛称を公募し、男子は「猿飛（さるとび）JAPAN」、女子は「MIYABI JAPAN」に決定[2]。

## 大会
- 全日本セパタクロー選手権大会
- 全日本セパタクローオープン選手権大会
- 全日本セパタクロージュニア選手権大会
- 全日本セパタクロー学生選手権大会